# Paul Leitsmann
Paul Heinrich Max Leitsmann (* 10. Juli 1903 in Perleberg; † 22. Februar 1945 in Krenglbach) war ein deutscher Jurist. Er war Leiter der Staatspolizeistellen (Gestapo) in Hildesheim und Linz sowie Landrat-Stellvertreter von Kaplitz.

## Leben
Nachdem Leitsmann 1922 das Abitur am Humanistischen Gymnasium in Neubrandenburg abgelegt hatte, absolvierte er eine kaufmännische Lehre in der Hafenstadt Stettin. Ab 1923 studierte er Rechtswissenschaften an den Universitäten Jena, Berlin und Greifswald und legte 1933 die Große Staatsprüfung ab. Zum 1. Mai 1933 trat er der NSDAP bei (Mitgliedsnummer 2.813.268). Nachdem Leitsmann bereits im Juni 1933 Mitglied der SA geworden war, trat er am 6. März 1934 als Abwehrbeauftragter (=M-Beauftragter) in den Dienst des Chefs Ausbildungswesens. Er baute in der Folge als Gerichtsassessor die Abwehr-Organisation im Bereich Magdeburg auf und bewarb sich gleichzeitig für den Dienst in der Geheimen Staatspolizei, wohin er am 16. Juni 1935 unter Beurlaubung von der Justizbehörde versetzt wurde. Leitsmann trat zum 2. Juli 1935 auch der SS als Untersturmführer bei (SS-Nummer 258.154) und absolvierte 1935 einen zehntägigen Lehrgang in der Schule des Sicherheitsdienstes des Reichsführers SS in Berlin-Grunewald. Leitsmann arbeitete bis März 1936 im Geheimen Staatspolizeiamt in Berlin, wobei er zunächst in der Unterabteilung II 1 eingesetzt war und später deren Leitung übernahm. Er wurde am 23. März 1936 zum Leiter der Staatspolizeistelle Hildesheim ernannt und per 16. Juni 1936 zum Regierungsrat der Preußischen Inneren Staatsverwaltung befördert. Vom 17. März bis zum 16. Mai 1937 diente er im Flakregiment Nr. 7, zum 1. August 1938 erfolgte seine Beförderung zum SS-Hauptsturmführer.
Per 1. Jänner 1940 übernahm Leitsmann schließlich die Leitung der Staatspolizeistelle Linz, wobei er im Oktober 1940 entgegen seinen eigenen Wünschen vom Heeresdienst freigestellt wurde. Auf Grund eines mehrmonatigen Krankenstandes von Dezember 1940 bis Mai 1941 übernahm Gerhard Bast seine Vertretung als Leiter der Gestapo Linz. Zum 1. September 1942 wurde Leitsmann zum SS-Obersturmbannführer und im selben Jahr zum Oberregierungsrat befördert, auf Grund seines schweren Gallenleidens suchte er jedoch im selben Jahr um eine Versetzung nach Karlsbad zur Durchführung einer Kur an. Diesem Wunsch konnte jedoch auf Grund des herrschenden Wohnungsmangels nicht entsprochen werden. 1943 musste Josef Auinger von der Stapo Stelle Wien Leitsmann vertreten, wobei dieser im Februar 1943 an einer schweren Darminfektion erkrankte und schließlich 1943 auf eigenen Wunsch aus der Geheimen Staatspolizei ausschied.
Leitsmann wurde im Juli 1943 vertretungsweise die Leitung der Unterabteilung IV c (Wirtschaft und Arbeit) der Reichsstatthalterei Oberdonau übertragen. Von Oktober 1943 bis Mai 1945 übte er schließlich die Vertretung des Landrates in Kaplitz aus.
Leitsmann war Mitglied des Vereins Lebensborn.

## Auszeichnungen
- Kriegsverdienstkreuz 2. Klasse (1942)
- Ehrendegen des Reichsführers SS
- Julleuchter